# Jean Émile Renié
Pour les articles homonymes, voir Renié.
Jean Émile Renié né à Paris le 23 juin 1835 et mort dans la même ville le 12 novembre 1910, est un peintre et sculpteur français. 
Élève de Théodore Rousseau et de Narcisse Díaz de la Peña, il est le père de la harpiste Henriette Renié (1875-1956).

## Biographie
Jean Émile Renié est le fils d'André Renié (1789–1855) — architecte dont les œuvres principales sont les bâtiments de l’École polytechnique — et de son épouse Sophie Paris de Lamaury (1806–1862).
Après des études d'architecture chez Viollet-le-Duc, bien qu'admis à concourir pour le prix de Rome, il se consacre rapidement à la peinture et devient élève de Théodore Rousseau et de Narcisse Díaz de la Peña. Né avec de nombreux dons artistiques, il est aussi sculpteur et chanteur lyrique très encouragé par Rossini.
Comme peintre et sculpteur, il expose au Salon des indépendants à partir de 1867 et jusqu'en 1908. Il a notamment peint des scènes d'Étretat, de Fontainebleau, de Sologne, et des vues de Venise. Sociétaire des artistes français depuis 1883, il est décoré de la médaille pour les arts et les sciences de Saxe-Cobourg et Gotha. Les musées d'Avranches et de Dijon conservent certaines de ses œuvres, tandis qu'on en recense d'autres aux États-Unis.
Il épouse Gabrielle Mouchet, arrière-petite-fille de François-Honoré-Georges Jacob-Desmalter (1770–1841). Ils auront quatre fils ainsi qu'une fille Henriette Renié (1875-1956), harpiste renommée.
Il est inhumé à Paris au cimetière du Père-Lachaise (15e division).

## Œuvres
- Chemin conduisant à une carrière abandonné (forêt de fontainebleau), Salon de 1867, localisation inconnue.
- Les Grèves du mont Saint-Michel par un temps d'orage, Salon de 1870, 135 × 237 cm, offert au musée d’Avranche par le peintre et détruit dans l'incendie du 17 décembre 1899.
- Chemin conduisant à une carrière abandonné (forêt de fontainebleau), Salon de 1867, localisation inconnue.
- Cours d'eau en forêt, Salon de 1874, localisation inconnue.
- Le Soir dans le Vieux Bas Bréau ; forêt de Fontainebleau, Salon de 1875, localisation inconnue.
- Le Village de Gèdre route de Gavarnie, Salon de 1881, mention honorable, 110 × 130 cm, localisation inconnue.